# Frontera entre Guinea i Mali
La frontera entre Guinea i Mali és la línia fronterera de traçat est-oest que separa el nord-oest de Mali del sud-est de Guinea a l'Àfrica central, separant les regions guineanes de Labé, Faranah i Kankan de les regions malieses de Kayes, Koulikoro i Sikasso. Té 858 km de longitud. És travessada per nombrosos rius. A l'oest comença amb el trifini entre Guinea, Mali i el Senegal i segueix cap a l'est fins a la meitat de l'extensió, després segueix cap al sud fins al trifini entre ambdós països i Costa d'Ivori. En 2017 s'hi produïren disputes entre vilatans guineans i malians per explotació minaire d'or que causaren 17 morts.